# کرم لوله‌ای بزرگ
کرم لوله‌ای بزرگ (نام علمی: Riftia pachyptila) نام یک گونه از تیره کرم‌های ریشدار است.